# 卧龙镇 (邛崃市)
卧龙镇，是中华人民共和国四川省成都市邛崃市曾经下辖的一个镇。2019年12月，撤销卧龙镇、孔明乡，设立孔明街道。

## 行政区划
卧龙镇撤销前下辖以下地区：
金龙社区、杯金社区、杯土社区、绵山村、丰收村、战斗村和拢龙村。